# Beryllium-8
Beryllium-8 of 8Be is een uiterst onstabiele radioactieve isotoop van beryllium. De isotoop komt van nature niet op Aarde voor, maar wordt in kleine hoeveelheden aangetroffen in de kern van sterren.

## Vorming
Beryllium-8 ontstaat tijdens de eerste stap in het triple-alfaproces uit de endotherme kernfusie van twee 4He-kernen. Beryllium-8 is een intermediair in de nucleosynthese van koolstof-12.
{\displaystyle {\ce {2^4_2He + 93,7keV -> ^8_4Be}}}

## Radioactief verval
Beryllium-8 bezit een halveringstijd van amper 82 attoseconden. Het vervalt naar de stabiele isotoop helium-4, onder uitzending van alfastraling:
{\displaystyle {\ce {{^{8}_{4}Be}->{^{4}_{2}He}+\,_{2}^{4}\alpha }}}
De vervalenergie hiervan bedraagt 91,8 keV.
5Be · 6Be · 7Be · 8Be · 9Be · 10Be · 11Be · 12Be · 13Be · 14Be · 15Be · 16Be · 17Be